# جارگالتخان (خنتی)
جارگالتخان (به لاتین: Jargaltkhaan) یک منطقهٔ مسکونی در مغولستان است که در استان خنتی واقع شده‌است. جارگالتخان ۲٬۷۵۲ کیلومتر مربع مساحت دارد.